# Китай на летних Олимпийских играх 1992
На летних Олимпийских играх 1992 года китайская делегация состояла из 244 человек. Она принимала участие в соревнованиях по 23 видам, выиграла 16 золотых медалей, а всего — 54 медали (став четвёртой по этому показателю).

## Медалисты
| Медаль | Фамилия Имя                                                 | Вид спорта            | Дисциплина                               |
| ------ | ----------------------------------------------------------- | --------------------- | ---------------------------------------- |
|        | Чэнь Юэлин                                                  | Лёгкая атлетика       | Женщины, ходьба на 10 км                 |
|        | Сунь Шувэй                                                  | Прыжки в воду         | Мужчины, вышка                           |
|        | Гао Минь                                                    | Прыжки в воду         | Женщины, трамплин 3 м                    |
|        | Фу Минся                                                    | Прыжки в воду         | Женщины, вышка                           |
|        | Ли Сяошуан                                                  | Спортивная гимнастика | Мужчины, вольные упражнения              |
|        | Лу Ли                                                       | Спортивная гимнастика | Женщины, брусья                          |
|        | Чжуан Сяоянь                                                | Дзюдо                 | Женщины, свыше 72 кг                     |
|        | Ван Ифу                                                     | Пулевая стрельба      | Мужчины, пневматический пистолет         |
|        | Чжан Шань                                                   | Стендовая стрельба    | Круглый стенд                            |
|        | Цянь Хун                                                    | Плавание              | Женщины, 100 м баттерфляем               |
|        | Линь Ли                                                     | Плавание              | Женщины, 200 м комплекс                  |
|        | Чжуан Юн                                                    | Плавание              | Женщины, 100 м вольным стилем            |
|        | Ян Вэньи                                                    | Плавание              | Женщины, 50 м вольным стилем             |
|        | Люй Линь, Ван Тао                                           | Настольный теннис     | Мужчины, парный разряд                   |
|        | Дэн Япин                                                    | Настольный теннис     | Женщины, одиночный разряд                |
|        | Дэн Япин, Цяо Хун                                           | Настольный теннис     | Мужчины, парный разряд                   |
|        | Тан Линшэн                                                  | Тяжёлая атлетика      | Мужчины, 59 кг                           |
|        | Чжань Сюйган                                                | Тяжёлая атлетика      | Мужчины, 70 кг                           |
|        | Ван Сяочжу, Ма Сянцзюнь, Ван Хун                            | Стрельба из лука      | Женщины, командное первенство            |
|        | Хуан Чжихун                                                 | Лёгкая атлетика       | Женщины, толкание ядра                   |
|        | Гуань Вэйчжэнь, Нун Цюньхуа                                 | Бадминтон             | Женщины, парный разряд                   |
|        | Тань Ляндэ                                                  | Прыжки в воду         | Мужчины, трамплин 3 м                    |
|        | Сборная                                                     | Баскетбол             | Женщины                                  |
|        | Ли Цзин                                                     | Спортивная гимнастика | Мужчины, кольца                          |
|        | Ли Цзин                                                     | Спортивная гимнастика | Мужчины, брусья                          |
|        | Го Линьяо, Ли Чуньян, Ли Дашуан, Ли Гэ, Ли Цзин, Ли Сяошуан | Спортивная гимнастика | Мужчины, командное первенство            |
|        | Лу Ли                                                       | Спортивная гимнастика | Женщины, бревно                          |
|        | Ван Хуэйфэн                                                 | Фехтование            | Женщины, рапира, личное первенство       |
|        | Чжан Сяодун                                                 | Парусный спорт        | Женщины, мистраль, парусная доска        |
|        | Ван Ифу                                                     | Пулевая стрельба      | Мужчины, произвольный пистолет           |
|        | Ли Дуйхун                                                   | Пулевая стрельба      | Женщины, спортивный пистолет             |
|        | Чжуан Юн                                                    | Плавание              | Женщины, 50 м вольным стилем             |
|        | Линь Ли                                                     | Плавание              | Женщины, 200 м брассом                   |
|        | Ван Сяохун                                                  | Плавание              | Женщины, 200 м баттерфляем               |
|        | Линь Ли                                                     | Плавание              | Женщины, 400 м комплекс                  |
|        | Лэ Цзинъи, Лу Бинь, Чжуан Юн, Ян Вэньи                      | Плавание              | Женщины, эстафета 4x100 м вольным стилем |
|        | Цяо Хун                                                     | Настольный теннис     | Женщины, одиночный разряд                |
|        | Чэнь Цзыхэ, Гао Цзюнь                                       | Настольный теннис     | Женщины, парный разряд                   |
|        | Линь Цишэн                                                  | Тяжёлая атлетика      | Мужчины, 52 кг                           |
|        | Лю Шоубинь                                                  | Тяжёлая атлетика      | Мужчины, 56 кг                           |
|        | Ли Чуньсю                                                   | Лёгкая атлетика       | Женщины, ходьба на 10 км                 |
|        | Цюй Юнься                                                   | Лёгкая атлетика       | Женщины, 1500 м                          |
|        | Хуа Хуа                                                     | Бадминтон             | Женщины, одиночный разряд                |
|        | Тан Цзюхун                                                  | Бадминтон             | Женщины, одиночный разряд                |
|        | Линь Яньфэнь, Яо Фэнь                                       | Бадминтон             | Женщины, парный разряд                   |
|        | Ли Юнбо, Тянь Бинъи                                         | Бадминтон             | Мужчины, парный разряд                   |
|        | Сюн Ни                                                      | Прыжки в воду         | Мужчины, вышка                           |
|        | Ли Сяошуан                                                  | Спортивная гимнастика | Мужчины, кольца                          |
|        | Го Линьяо                                                   | Спортивная гимнастика | Мужчины, брусья                          |
|        | Ли Чжунъюнь                                                 | Дзюдо                 | Женщины, 52 кг                           |
|        | Чжан Ди                                                     | Дзюдо                 | Женщины, 61 кг                           |
|        | Гу Сяоли, Лу Хуали                                          | Академическая гребля  | Женщины, парная двойка                   |
|        | Ма Вэньгэ                                                   | Настольный теннис     | Мужчины, одиночный разряд                |
|        | Ло Цзяньмин                                                 | Тяжёлая атлетика      | Мужчины, 56 кг                           |
|        | Хэ Инцян                                                    | Тяжёлая атлетика      | Мужчины, 60 кг                           |
|        | Шэн Цзэтянь                                                 | Греко-римская борьба  | Мужчины, 57 кг                           |